# From Russia with Love (téléfilm)
Pour les articles homonymes, voir Bons baisers de Russie et Bons baisers de....
Pour plus de détails, voir Fiche technique et Distribution.
From Russia With Love (ルパン三世『ロシアより愛をこめて』 - Rupan Sansei: Roshia yori Ai wo Komete) est un téléfilm d'animation japonais réalisé par Osamu Dezaki, diffusé en 1992.

## Fiche technique
- Titre : From Russia With Love
- Titre original : ルパン三世『ロシアより愛をこめて』 - Rupan Sansei : Roshia yori Ai wo Komete
- Réalisation : Osamu Dezaki
- Scénario : Hiroshi Kashiwabara d'après Monkey Punch
- Direction de l'animation :
- Direction artistique :
- Direction de la photographie :
- Production :
- Production exécutive :
- Société de production : Nippon Television Network Corporation et TMS Entertainment
- Musique : Yuji Ohno
- Pays d'origine : Japon
- Langue : japonais
- Genre : Policier
- Durée : 90 minutes
- Première date de diffusion :  24 juillet 1992

## Distribution
- Lupin III : Yasuo Yamada
- Daisuke Jigen : Kiyoshi Kobayashi
- Goemon Ishikawa : Makio Inoue
- Fujiko Mine : Eiko Masuyama
- Koichi Zenigata : Gorō Naya

## Autour du film
- C'est le 4e TV spécial de Lupin III.